# 制阿難
制阿難（せいあなん、ベトナム語: Che Anan、生年不詳 - 1342年）は、チャンパ王国（占城国）の14世紀の国王（在位：1318年 - 1342年）。